# Resnik, Babušnica
Resnik (izvirno srbsko Ресник) je naselje v Srbiji, ki upravno spada pod Občino Babušnica; slednja pa je del Pirotskega upravnega okraja.

## Demografija
V naselju živi 140 polnoletnih prebivalcev, pri čemer je njihova povprečna starost 55,4 let (53,0 pri moških in 58,0 pri ženskah). Naselje ima 69 gospodinjstev, pri čemer je povprečno število članov na gospodinjstvo 2,29.
To naselje je, glede na rezultate popisa iz leta 2002, v glavnem srbsko, a v času zadnjih pet popisov je opažen padec v številu prebivalcev.
|  |

| Demografija | Demografija     | Demografija     |
| Leto        | Št. prebivalcev | Št. prebivalcev |
| ----------- | --------------- | --------------- |
|             |                 |                 |
|             |                 |                 |
|             |                 |                 |
|             |                 |                 |
| 1948        | 434             |                 |
| 1953        | 444             |                 |
| 1961        | 408             |                 |
| 1971        | 322             |                 |
| 1981        | 267             |                 |
| 1991        | 203             | 203             |
| 2002        | 158             | 158             |
|             |                 |                 |

| Etnična sestava po popisu iz leta 2002 | Etnična sestava po popisu iz leta 2002 | Etnična sestava po popisu iz leta 2002 | Etnična sestava po popisu iz leta 2002 | Etnična sestava po popisu iz leta 2002 |
| -------------------------------------- | -------------------------------------- | -------------------------------------- | -------------------------------------- | -------------------------------------- |
| Srbi                                   | Srbi                                   |                                        | 127                                    | 80,37%                                 |
| Romi                                   | Romi                                   |                                        | 18                                     | 11,39%                                 |
| Neznano                                | Neznano                                |                                        | 2                                      | 1,26%                                  |